# 廖桂林
廖桂林，福建宁化縣人，清朝政治人物、進士出身。
咸豐六年，登進士，擔任御前侍卫。